# La historieta en el mundo moderno
La historieta en el mundo actual es un libro del ensayista, semiólogo y psicoanalista argentino Oscar Masotta, que incluye también una colaboración de Oscar Steimberg, publicado por primera vez en 1970 en Argentina. 
El libro, de 175 páginas, se divide en tres partes claramente diferenciadas: 
- La historieta norteamericana, es decir estadounidense, que es con mucho la más extensa de todas por abarcar desde la pág. 16 a 115, reservando las últimas para un apéndice titulado "Historieta y moral: Dick Tracy o las desventuras del delito".
- La historieta en Europa (pág.116 a 137), que se ocupa fundamentalmente de la británica, franco-belga e italiana sin dejar de referirse tampoco a los pioneros de otras nacionalidades, como Rodolphe Töpffer.
- La Historieta en la Argentina (pág. 138 a 173), con los capítulos Noticia cronológica, Dos maestros del dibujo en la argentina (sobre Hugo Pratt y Alberto Breccia en Ticonderoga y Mort Cinder, respectivamente), e Historieta e ideología en la Argentina, donde Oscar Steimberg analiza la serie Patoruzú.

En España ha sido editado por Ediciones Paidós, Barcelona, en 1982.